# Nouvelle Air Affaires Gabon
Nouvelle Air Affaires Gabon (SN2AG) is een Gabonese luchtvaartmaatschappij. Het werd in 1975 opgericht als 'Air Affaires Gabon', maar in 1996 ging het failliet en kwam er een fusie met Gabon Air Transport. Na deze fusie werd de naam gewijzigd naar Nouvelle Air Affaires Gabon.
De luchtvaartmaatschappij staat op de zwarte lijst van de Europese Unie.

## Vloot
De Vloot van Nouvelle Air Affaires Gabon bestaat in juli 2016 uit het volgende vliegtuig:
- 1 Bombardier Dash8-Q300